# Château de Taisey
Le château de Taisey est situé sur la commune de Saint-Rémy en Saône-et-Loire, à la lisière sud du village, sur une terrasse dominant la Saône.
Il fait l’objet d’une inscription au titre des monuments historiques depuis le 27 mai 1975.

## Description
De la maison forte primitive, il ne subsiste qu'une tour carrée, percée au premier étage d'une porte en plein cintre que surmontent les deux rainures d'un pont-levis.
Le château du XVIIe siècle, édifié sur un niveau de soubassement percé de baies en arc segmentaire au-dessus desquelles règne un cordon, comprend un corps principal de plan rectangulaire allongé entre deux ailes en retour d'équerre sur ses deux façades. L'avant corps central, dont la porte est desservie par un escalier en fer à cheval, comporte un étage éclairé par une haute fenêtre passante en plein cintre. Ses angles sont adoucis par des pans concaves en bossages en tables, motif qui se répète aux angles intérieurs des ailes, les angles extérieurs étant soulignés par de simples chaînages. Les grandes fenêtres sont surmontées de tables rectangulaires. Les combles, couverts de toits brisés, certainement remaniés au XIXe siècle, sont éclairés par des œils-de-bœuf et, sur les façades latérales, par des lucarnes à frontons cintrés, tandis que de grands frontons percés d'oculus couronnent les façades des ailes. Dans l'aile occidentale, subsiste un escalier tournant en bois à deux noyaux.
Le château, propriété privée, ne se visite pas.

## Historique
- XIIIe siècle : l'existence d'une maison forte est attestée
- 1276 : la terre appartient à Gaudin de Taisey
- XIVe siècle : Girard de Montfaucon laisse le fief à sa fille Jeannette, épouse de Jacques de Saint-Clément
- milieu du XVIe siècle : Pantaléon de Saint-Clément est seigneur de Taizé
- 1595 : le château accueille les représentants de Mayenne et d'Henri IV qui y signent un trêve préliminaire au traité de Folembray
- 1646 : aux Saint-Clément, succède Philippe Bataille, capitaine major de Chalon
- 1682 : la terre est revendue à Guillaume Magnien, secrétaire du roi, fils d'un avocat chalonnais
- de 1685 à 1690 : sans détruire l'ancienne forteresse, Guillaume fait bâtir à côté d'elle une « aimable demeure » ; la réalisation des plans est confiée à l'architecte Convers, la construction à Marcellin-Martin Lenoir, de Chalon
- à partir de 1692 : à la mort de Guillame Magnien, le domaine échoit à ses neveux, puis à leurs héritiers, les Burgat
- 1815 : la propriété échappe aux Burgat
- XIXe siècle : le château appartient successivement aux familles Meulien et Renaudin
- XXe siècle : le château appartient au lieutenant-colonel Emile Mourey depuis 1976